# Décès en 1198
Décès
- 1194
- 1195
- 1196
- 1197
- 1198
- 1199
- 1200
- 1201
- 1202

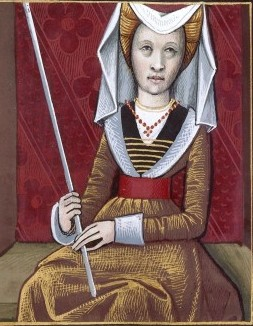
Constance de Hauteville, morte en 1198.

Cette page dresse une liste de personnalités mortes au cours de l'année 1198 :
- 8 janvier : Célestin III, pape.
- 11 mars : Marie de France, comtesse de Champagne.
- 16 avril : Frédéric Ier d'Autriche, duc d'Autriche.
- 5 mai : Sophie de Polock, reine de Danemark.
- 16 juillet : Pierre de Leia, évêque de St David's.
- 17 juillet : Nersès de Lampron, archevêque arménien de Tarse.
- 17 août : Donato de Ripacandida, moine bénédictin italien.
- 10 septembre : Richard fitz Nigel, Richard d'Ely ou Richard le trésorier, trésorier du Royaume d'Angleterre et évêque de Londres.
- 23 ou 27 novembre : Eudes de Lorraine, évêque de Toul.
- 27 novembre : Constance de Hauteville, reine de Germanie puis impératrice du Saint-Empire et enfin reine de Sicile.
- 10 décembre : Averroès, Abu'l Walid Muhammad ibn Rushd ou Ibn Rochd de Cordoue, philosophe, théologien islamique, juriste, mathématicien et médecin arabe.

- Malik al-Aziz, Al-Malik al-`Aziz `Imâd ad-Dîn `Uthmân, sultan d'Égypte.
- Herbert de Clairvaux, moine.
- Ruaidri Ua Conchobair, roi de Connacht Ard ri Érenn.
- Costantino II de Torres, juge de Logudoro.
- Douce d'Aragon, reine consort de Portugal.
- Harald Ericksson, Jarl des Orcades.
- Jean de Coutances, évêque de Worcester.
- Nicéphore II, patriarche de Kiev et de toute la Russie.
- Odon de Novare, moine chartreux.
- Nicolas de Rœulx, Évêque de Cambrai.
- Thierry IV de Clèves, duc de Clèves.

date incertaine (vers 1198)
- William de Newburgh, connu sous le nom de William Parvus ou de Guillaume de Neubrige, historien anglais et chanoine de saint Augustin qui a demeuré à Bridlington au Yorkshire.

## Crédit d'auteurs
- Cet article est partiellement ou en totalité issu de l'article intitulé « 1198 » (voir la liste des auteurs).